# Big Bash League 2019/20
Die Big Bash League 2019/20 ist die neunte Saison dieser australischen Twenty20-Cricket-Meisterschaft. Das Turnier findet vom 17. Dezember 2019 bis zum 8. Februar 2020 statt. Im Finale konnte sich die Sydney Sixers mit 19 Runs gegen die Melbourne Stars durchsetzen.

## Franchises
Seit der Gründung der Liga nehmen acht Franchises an dem Turnier teil.
| Franchise           | Farbe          | Stadt     | Heimstadion              |
| ------------------- | -------------- | --------- | ------------------------ |
| Adelaide Strikers   | Blau           | Adelaide  | Adelaide Oval            |
| Brisbane Heat       | Türkis         | Brisbane  | The Gabba                |
| Hobart Hurricanes   | Lila           | Hobart    | Blundstone Arena         |
| Melbourne Renegades | Rot            | Melbourne | Marvel Stadium           |
| Melbourne Stars     | Grün           | Melbourne | Melbourne Cricket Ground |
| Perth Scorchers     | Orange         | Perth     | Optus Stadium            |
| Sydney Sixers       | Pink           | Sydney    | Sydney Cricket Ground    |
| Sydney Thunder      | Electric Green | Sydney    | Spotless Stadium         |

## Format
Die acht Franchises spielen in einer Gruppe gegen jedes andere Team jeweils zwei Mal. Die fünf Erstplatzierten der Gruppe qualifizieren sich für die Playoffs die im Page-Playoff-System ausgetragen werden.

## Gruppenphase
Tabelle
| Teams               | Sp. | S  | N  | NR | P  | RR     |
| ------------------- | --- | -- | -- | -- | -- | ------ |
| Melbourne Stars     | 14  | 10 | 4  | 0  | 20 | +0.526 |
| Sydney Sixers       | 14  | 9  | 4  | 1  | 19 | +0.269 |
| Adelaide Strikers   | 14  | 8  | 5  | 1  | 17 | +0.564 |
| Hobart Hurricanes   | 14  | 6  | 7  | 1  | 13 | −0.355 |
| Sydney Thunder      | 14  | 6  | 7  | 1  | 13 | −0.446 |
| Perth Scorchers     | 14  | 6  | 8  | 0  | 12 | −0.023 |
| Brisbane Heat       | 14  | 6  | 8  | 0  | 12 | −0.237 |
| Melbourne Renegades | 14  | 3  | 11 | 0  | 6  | −0.348 |

Spiele
| 17. Dezember Scorecard | Brisbane | Sydney Thunder 172-6 (20)          | – | Brisbane Heat 143 (19.2) |
|                        |          | Sydney Thunder gewinnt mit 29 Runs |   |                          |

| 18. Dezember Scorecard | Sydney (SCG) | Perth Scorchers 131 (20)            | – | Sydney Sixers 137-2 (15) |
|                        |              | Sydney Sixers gewinnt mit 8 Wickets |   |                          |

| 19. Dezember Scorecard | Geelong | Melbourne Renegades 169-5 (20)       | – | Sydney Thunder 171-4 (19.4) |
|                        |         | Sydney Thunder gewinnt mit 6 Wickets |   |                             |

| 20. Dezember Scorecard | Alice Springs | Hobart Hurricanes 129-9 (20)          | – | Sydney Sixers 104 (18.5) |
|                        |               | Hobart Hurricanes gewinnt mit 25 Runs |   |                          |

| 20. Dezember Scorecard | Gold Coast | Melbourne Stars 167-7 (20)          | – | Brisbane Heat 145-8 (20) |
|                        |            | Melbourne Stars gewinnt mit 22 Runs |   |                          |

| 21. Dezember Scorecard | Canberra | Adelaide Strikers 161-5 (20) | – | Sydney Thunder 40-1 (4.2) |
|                        |          | No Result                    |   |                           |

| 21. Dezember Scorecard | Perth | Perth Scorchers 196-7 (20)          | – | Melbourne Renegades 185-6 (20) |
|                        |       | Perth Scorchers gewinnt mit 11 Runs |   |                                |

| 22. Dezember Scorecard | Moe | Melbourne Stars 163-4 (20)          | – | Hobart Hurricanes 111 (16) |
|                        |     | Melbourne Stars gewinnt mit 52 Runs |   |                            |

| 22. Dezember Scorecard | Sydney (SCG) | Brisbane Heat 209-4 (20)          | – | Sydney Sixers 161-7 (20) |
|                        |              | Brisbane Heat gewinnt mit 48 Runs |   |                          |

| 23. Dezember Scorecard | Adelaide | Adelaide Strikers 198-4 (18)                       | – | Perth Scorchers 183-7 (18) |
|                        |          | Adelaide Strikers gewinnt mit 15 Runs (D/L method) |   |                            |

| 24. Dezember Scorecard | Hobart | Melbourne Renegades 147 (19.1)          | – | Hobart Hurricanes 148-3 (19.1) |
|                        |        | Hobart Hurricanes gewinnt mit 7 Wickets |   |                                |

| 26. Dezember Scorecard | Perth | Sydney Sixers 174-7 (20)          | – | Perth Scorchers -126 (18.1) |
|                        |       | Sydney Sixers gewinnt mit 48 Runs |   |                             |

| 27. Dezember Scorecard | Gold Coast | Adelaide Strikers 174-4 (20)         | – | Melbourne Stars 169-6 (20) |
|                        |            | Adelaide Strikers gewinnt mit 5 Runs |   |                            |

| 28. Dezember Scorecard | Sydney (SCG) | Sydney Thunder 149-8 (20) / 15-0 (1)   | – | Sydney Sixers 149-7 (20) / 16-2 (1) |
|                        |              | Sydney Sixers gewinnt durch Super Over |   |                                     |

| 29. Dezember Scorecard | Melbourne (DS) | Adelaide Strikers 155-6 (20)         | – | Melbourne Renegades 137-8 (20) |
|                        |                | Adelaide Striker gewinnt mit 18 Runs |   |                                |

| 30. Dezember Scorecard | Launceston | Hobart Hurricanes 69-5 (11/11)                  | – | Melbourne Stars 55-3 (7.3/7.3) |
|                        |            | Melbourne Stars gewinnt mit 4 Runs (D/L method) |   |                                |

| 31. Dezember Scorecard | Adelaide | Sydney Thunder 168-5 (20)         | – | Adelaide Strikers 165-9 (20) |
|                        |          | Sydney Thunder gewinnt mit 3 Runs |   |                              |

| 1. Januar Scorecard | Gold Coast | Brisbane Heat 149-6 (20)            | – | Perth Scorchers 109 (18.4) |
|                     |            | Perth Scorchers gewinnt mit 40 Runs |   |                            |

| 2. Januar Scorecard | Sydney (SSG) | Sydney Thunder 142-7 (20)             | – | Melbourne Stars 143-7 (19.4) |
|                     |              | Melbourne Stars gewinnt mit 3 Wickets |   |                              |

| 2. Januar Scorecard | Melbourne (DS) | Melbourne Renegades 153-6 (20)      | – | Sydney Sixers 154-4 (19.5) |
|                     |                | Sydney Sixers gewinnt mit 6 Wickets |   |                            |

| 3. Januar Scorecard | Hobart | Brisbane Heat 212-3 (20)          | – | Hobart Hurricanes 181-9 (20) |
|                     |        | Brisbane Heat gewinnt mit 31 Runs |   |                              |

| 4. Januar Scorecard | Melbourne (MCG) | Melbourne Renegades 142-9 (20)        | – | Melbourne Stars 143-2 (18.5) |
|                     |                 | Melbourne Stars gewinnt mit 8 Wickets |   |                              |

| 5. Januar Scorecard | Coffs Harbour | Adelaide Strikers 176-6 (20)        | – | Sydney Sixers 180-3 (19.3) |
|                     |               | Sydney Sixers gewinnt mit 7 Wickets |   |                            |

| 5. Januar Scorecard | Perth | Hobart Hurricanes 180-2 (20)         | – | Perth Scorchers 172-8 (20) |
|                     |       | Hobart Hurricanes gewinnt mit 8 Runs |   |                            |

| 6. Januar Scorecard | Sydney (SSG) | Brisbane Heat 119-4 (8/8)                      | – | Sydney Thunder 77-4 (5/5) |
|                     |              | Brisbane Heat gewinnt mit 16 Runs (D/L method) |   |                           |

| 7. Januar Scorecard | Geelong | Melbourne Renegades 175-5 (20)        | – | Perth Scorchers 178-4 (19) |
|                     |         | Perth Scorchers gewinnt mit 6 Wickets |   |                            |

| 8. Januar Scorecard | Adelaide | Adelaide Strikers 135 (19.4)        | – | Sydney Sixers 137-8 (18.4) |
|                     |          | Sydney Sixers gewinnt mit 2 Wickets |   |                            |

| 8. Januar Scorecard | Melbourne (MCG) | Sydney Thunder 145-5 (20)             | – | Melbourne Stars 148-4 (17.5) |
|                     |                 | Melbourne Stars gewinnt mit 6 Wickets |   |                              |

| 9. Januar Scorecard | Brisbane | Hobart Hurricanes 126-9 (20)        | – | Brisbane Heat 131-5 (18.2) |
|                     |          | Brisbane Heat gewinnt mit 5 Wickets |   |                            |

| 10. Januar Scorecard | Melbourne (DS) | Melbourne Renegades 168-7 (20)        | – | Melbourne Stars 169-3 (18.4) |
|                      |                | Melbourne Stars gewinnt mit 7 Wickets |   |                              |

| 11. Januar Scorecard | Sydney (SSG) | Hobart Hurricanes 162-6 (20)         | – | Sydney Thunder 166-6 (19.4) |
|                      |              | Sydney Thunder gewinnt mit 4 Wickets |   |                             |

| 11. Januar Scorecard | Perth | Perth Scorchers 213-3 (20)          | – | Brisbane Heat 179-8 (20) |
|                      |       | Perth Scorchers gewinnt mit 34 Runs |   |                          |

| 12. Januar Scorecard | Adelaide | Adelaide Strikers 173-6 (20)         | – | Melbourne Renegades 110 (17.4) |
|                      |          | Adelaide Striker gewinnt mit 63 Runs |   |                                |

| 12. Januar Scorecard | Melbourne (MCG) | Melbourne Stars 219-1 (20)          | – | Sydney Sixers 175-7 (20) |
|                      |                 | Melbourne Stars gewinnt mit 44 Runs |   |                          |

| 13. Januar Scorecard | Hobart | Perth Scorchers 175-7 (20)          | – | Hobart Hurricanes 98 (17.1) |
|                      |        | Perth Scorchers gewinnt mit 77 Runs |   |                             |

| 14. Januar Scorecard | Brisbane | Adelaide Strikers 110 (19)          | – | Brisbane Heat 114-3 (15.2) |
|                      |          | Brisbane Heat gewinnt mit 7 Wickets |   |                            |

| 15. Januar Scorecard | Canberra | Melbourne Renegades 172-4 (20)                       | – | Sydney Thunder 122-7 (14) |
|                      |          | Melbourne Renegades gewinnt mit 12 Runs (D/L method) |   |                           |

| 15. Januar Scorecard | Perth | Perth Scorchers 86 (13.5)             | – | Melbourne Stars 89-2 (12) |
|                      |       | Melbourne Stars gewinnt mit 8 Wickets |   |                           |

| 16. Januar Scorecard | Sydney (SCG) | Sydney Sixers 45-2 (6.4) | – | Hobart Hurricanes |
|                      |              | No Result                |   |                   |

| 17. Januar Scorecard | Adelaide | Brisbane Heat 100 (17)                   | – | Adelaide Strikers 104-0 (10.5) |
|                      |          | Adelaide Strikers gewinnt mit 10 Wickets |   |                                |

| 18. Januar Scorecard | Melbourne (MCG) | Melbourne Stars 141-6 (20)          | – | Perth Scorchers 131-9 (20) |
|                      |                 | Melbourne Stars gewinnt mit 10 Runs |   |                            |

| 18. Januar Scorecard | Sydney (SSG) | Sydney Sixers 76 (15.5/16)                     | – | Sydney Thunder 28-2 (5.3/5.3) |
|                      |              | Sydney Thunder gewinnt mit 4 Runs (D/L method) |   |                               |

| 19. Januar Scorecard | Launceston | Adelaide Strikers 186-5 (20)          | – | Hobart Hurricanes 176-6 (20) |
|                      |            | Adelaide Strikers gewinnt mit 10 Runs |   |                              |

| 19. Januar Scorecard | Brisbane | Melbourne Renegades 164-6 (20)          | – | Brisbane Heat 120 (15) |
|                      |          | Melbourne Renegades gewinnt mit 44 Runs |   |                        |

| 20. Januar Scorecard | Sydney (SCG) | Sydney Sixers 143-4 (14/14)                    | – | Melbourne Stars 125-5 (14/14) |
|                      |              | Sydney Sixers gewinnt mit 21 Runs (D/L method) |   |                               |

| 20. Januar Scorecard | Perth | Sydney Thunder 153-5 (20)             | – | Perth Scorchers 154-2 (15.3) |
|                      |       | Perth Scorchers gewinnt mit 8 Wickets |   |                              |

| 21. Januar Scorecard | Melbourne (DS) | Hobart Hurricanes 190-3 (20)         | – | Melbourne Renegades 186-4 (20) |
|                      |                | Hobart Hurricanes gewinnt mit 4 Runs |   |                                |

| 22. Januar Scorecard | Adelaide | Adelaide Strikers 162-4 (20)          | – | Melbourne Stars 151-8 (20) |
|                      |          | Adelaide Strikers gewinnt mit 11 Runs |   |                            |

| 23. Januar Scorecard | Brisbane | Brisbane Heat 126-8 (20)            | – | Sydney Sixers 127-2 (15.5) |
|                      |          | Sydney Sixers gewinnt mit 8 Wickets |   |                            |

| 24. Januar Scorecard | Hobart | Hobart Hurricanes 185-6 (20)          | – | Sydney Thunder 128 (17.3) |
|                      |        | Hobart Hurricanes gewinnt mit 57 Runs |   |                           |

| 24. Januar Scorecard | Perth | Adelaide Strikers 181-5 (20)          | – | Perth Scorchers 165-7 (20) |
|                      |       | Adelaide Strikers gewinnt mit 16 Runs |   |                            |

| 25. Januar Scorecard | Sydney (SCG) | Melbourne Renegades 175-5 (20)      | – | Sydney Sixers 176-3 (18.4) |
|                      |              | Sydney Sixers gewinnt mit 7 Wickets |   |                            |

| 25. Januar Scorecard | Melbourne (MCG) | Brisbane Heat 186-5 (20)          | – | Melbourne Stars 115 (17.4) |
|                      |                 | Brisbane Heat gewinnt mit 71 Runs |   |                            |

| 26. Januar Scorecard | Sydney (SSG) | Perth Scorchers 99-4 (15/15)         | – | Sydney Thunder 97-3 (11.4/12) |
|                      |              | Sydney Thunder gewinnt mit 7 Wickets |   |                               |

| 26. Januar Scorecard | Adelaide | Hobart Hurricanes 217-1 (20)          | – | Adelaide Strikers 207-8 (20) |
|                      |          | Hobart Hurricanes gewinnt mit 10 Runs |   |                              |

| 27. Januar Scorecard | Melbourne (DS) | Brisbane Heat 154-7 (20)                  | – | Melbourne Renegades 155-3 (19.2) |
|                      |                | Melbourne Renegades gewinnt mit 7 Wickets |   |                                  |

## Endspiele

### Spiel A
| 30. Januar Scorecard | Hobart | Sydney Thunder 197-5 (20)          | – | Hobart Hurricanes 140 (18.3) |
|                      |        | Sydney Thunder gewinnt mit 57 Runs |   |                              |

### Spiel B
| 31. Januar Scorecard | Melbourne (MCG) | Sydney Sixers 142-7 (20)          | – | Melbourne Stars 99 (18) |
|                      |                 | Sydney Sixers gewinnt mit 43 Runs |   |                         |

### Spiel C
| 1. Februar Scorecard | Adelaide | Sydney Thunder 151-7 (20)         | – | Adelaide Strikers 143-9 (20) |
|                      |          | Sydney Thunder gewinnt mit 8 Runs |   |                              |

### Spiel D
| 6. Februar Scorecard | Melbourne (MCG) | Melbourne Stars 194-2 (20)          | – | Sydney Thunder 166-8 (20) |
|                      |                 | Melbourne Stars gewinnt mit 28 Runs |   |                           |

### Finale
| 8. Februar Scorecard | Sydney (SCG) | Sydney Sixers 116-5 (12/12)       | – | Melbourne Stars 97-6 (12/12) |
|                      |              | Sydney Sixers gewinnt mit 19 Runs |   |                              |